# إمارة حصن كيفا
إمارة حصن كيفا (بالكردية: Mîrektiya Melîkan‏) هي إمارة كرديّة ظلت قائمة من عام 1232 حتى عام 1524 وتمركزت حول حصن كيفا.

## أنظر أيضا
- قائمة سلالات وبلدان الكردية
- إمارة كلس
- إمارة برادوست
- كتاب تاريخ حصن كيفا * تأليف : الحسن بن ابراهيم المنشئ الحصني المتوفي سنة ١٤٢٠م